# Махаватар Бабаджи
Махавата́р Ба́баджи (гудж. મહાવાતર બાબાજી; санскрит Mahāvatār Bābājī), известный также под именами Шри Бабаджи, Бабаджи Махара́дж, Бабаджи Нагара́дж — индийский йог и индуистский святой, разработавший в XIX веке крийя-йогу и передавший её Лахири Махасайе, который распространил её в Индии. «Махаватар» означает высший аватар, а «Бабаджи» переводится как Великий отец. Последователи Хайдакхан Бабаджи (Шива Баб; Шри Хайдакхан Вале Баба (Бабаджи)), проповедовавшего карма-йогу в 1970—1984 годах, считают его очередным пришествием Махаватара Бабаджи. Впрочем, Парамаханса Йогананда, впервые давший подробное описание Махаватара, утверждал, что Бабаджи — весьма распространённое среди духовных учителей имя, но ни один из них не является тем самым Махаватаром Бабаджи, который пообещал сохранять своё обличье до окончания Кали-юги.

## Биография
О биографии Бабаджи известно крайне мало. Западный мир узнал о его существовании лишь после публикации знаменитой «Автобиографии йога» в 1946 году. Её автор, Парамаханса Йогананда, утверждает, что Махаватар Бабаджи ведёт скрытную жизнь в Гималаях неподалёку от храма Бадринатха. При этом он отмечает: «Даже самые обыденные факты, касающиеся семьи Бабаджи и места его рождения, — то, что так мило сердцу летописцев, — не известны никому… Этот живущий в уединении Мастер сохраняет своё физическое тело уже на протяжении многих столетий, а может быть, и тысячелетий».
Впрочем, из истории Рама Гопала Музумдара известно, что у Бабаджи есть сестра — Матаджи, которая обитает в пещере в Дасасаметхе.

## Учение о Крийя-йоге
Шри Бабаджи передал знания о Крийя-йоге своему ученику Лахири Махасайе в 1861 году, когда последнему было 33 года. Согласно указаниям Бабаджи, Лахири Махасайя значительно упростил сложнейшие методы раджа-йоги, чтобы ими могли пользоваться даже мирские люди. Несмотря на то, что фактическое распространение Крийи начал Лахири Махасайя, все ученические линии Крийя-йоги исходят от Бабаджи. Самые известные из них:
От отца к сыну:
- Йогараджа Шри Лахири Махасайя

- Йогараджа Тинкори Лахири

- Йогараджа Сатьячаран Лахири

- Йогараджа Шибенду Лахири

Самая известная ученическая линия:
- Махаватар Бабаджи

- Лахири Махасайя

- Свами Шри Юктешвар

- Парамаханса Йогананда

Несмотря на то, что многие учителя утверждают, будто продолжают эту линию преемственности, сам Йогананда утверждал, что в этой линии он — последний, и все его учения передаются в первозданном виде обществом Self-Realization Fellowship/Yogoda Satsanga Society of India.
Помимо распространения учения о Крийя-йоге, Бабаджи интересовали интерпретации священных писаний. Например, когда Бабаджи встречался со Свами Шри Юктешваром в Аллахабаде, он попросил того написать книгу о внутренней общности христианского и индуистских священных писаний; позже книга получила название The Holy Science (рус. Святая наука). Об этой небольшой истории ведает сам автор книги в предисловии к ней.

## Изображения

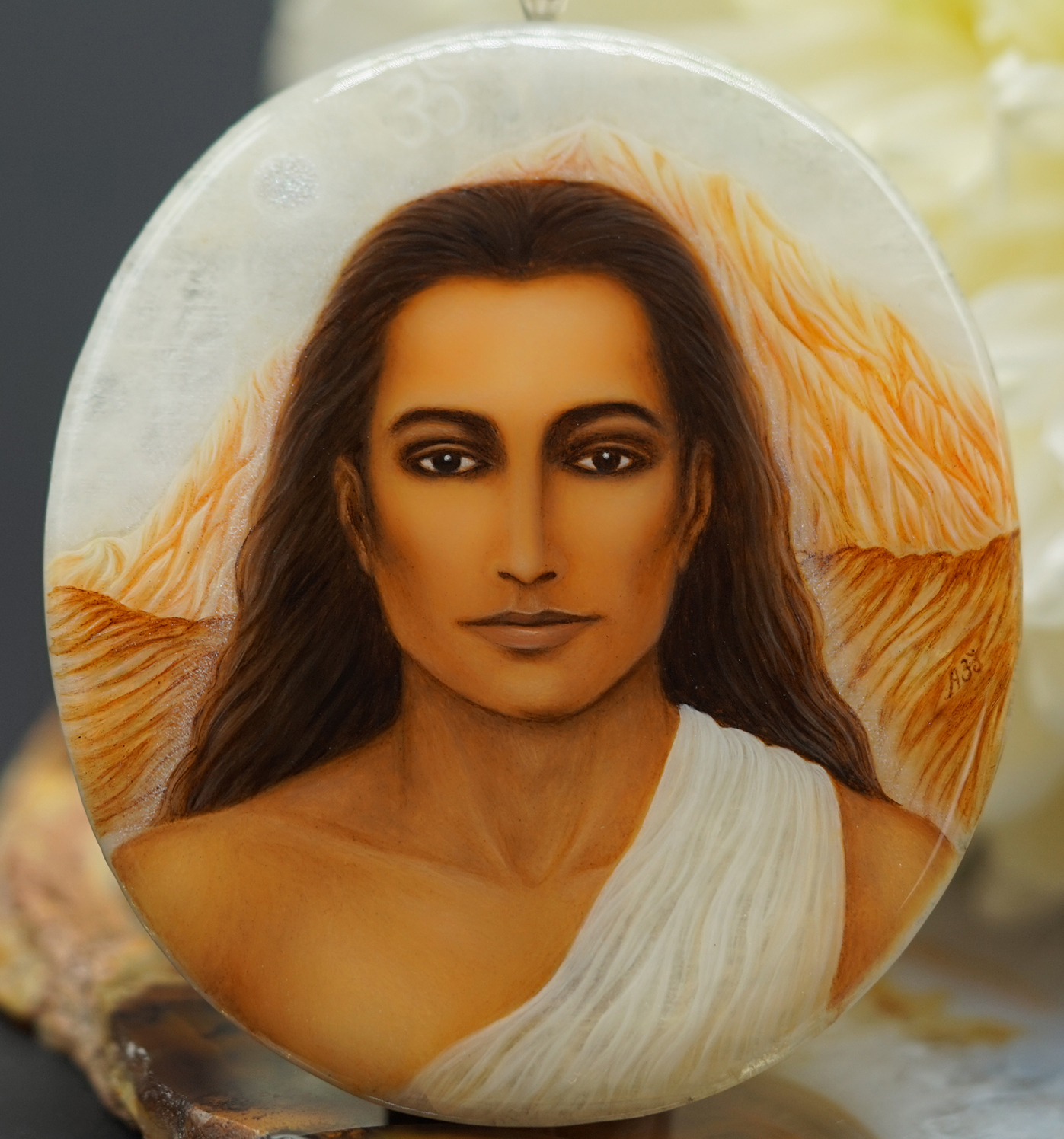
Одно из немногих качественных изображений Махаватара Бабаджи — портрет выполненный масляными красками на кабошоне беломорита. Художник — Анна Аметиста (Коваленко), 2023 год.

### Рисунки
Первое изображение в качестве чёрно-белого рисунка карандашом появилось в книге «Автобиография Йога» в 1946 году и было выполнено на заказ братом Парамахансы Йогананды — Сана́ндой Лал Гхо́шем (англ. Sananda Lal Ghosh), по предоставленному Йоганандой описанию. Позднее в 1950–ых Йоги Рамаях нарисовал в хорошем качестве новый рисунок Бабаджи, но в начале 1970-х он, по утверждению автора, был съеден термитами. 

### Статуи
Махаватара Бабаджи почитают в Индии и изготавливают в его честь статуи:

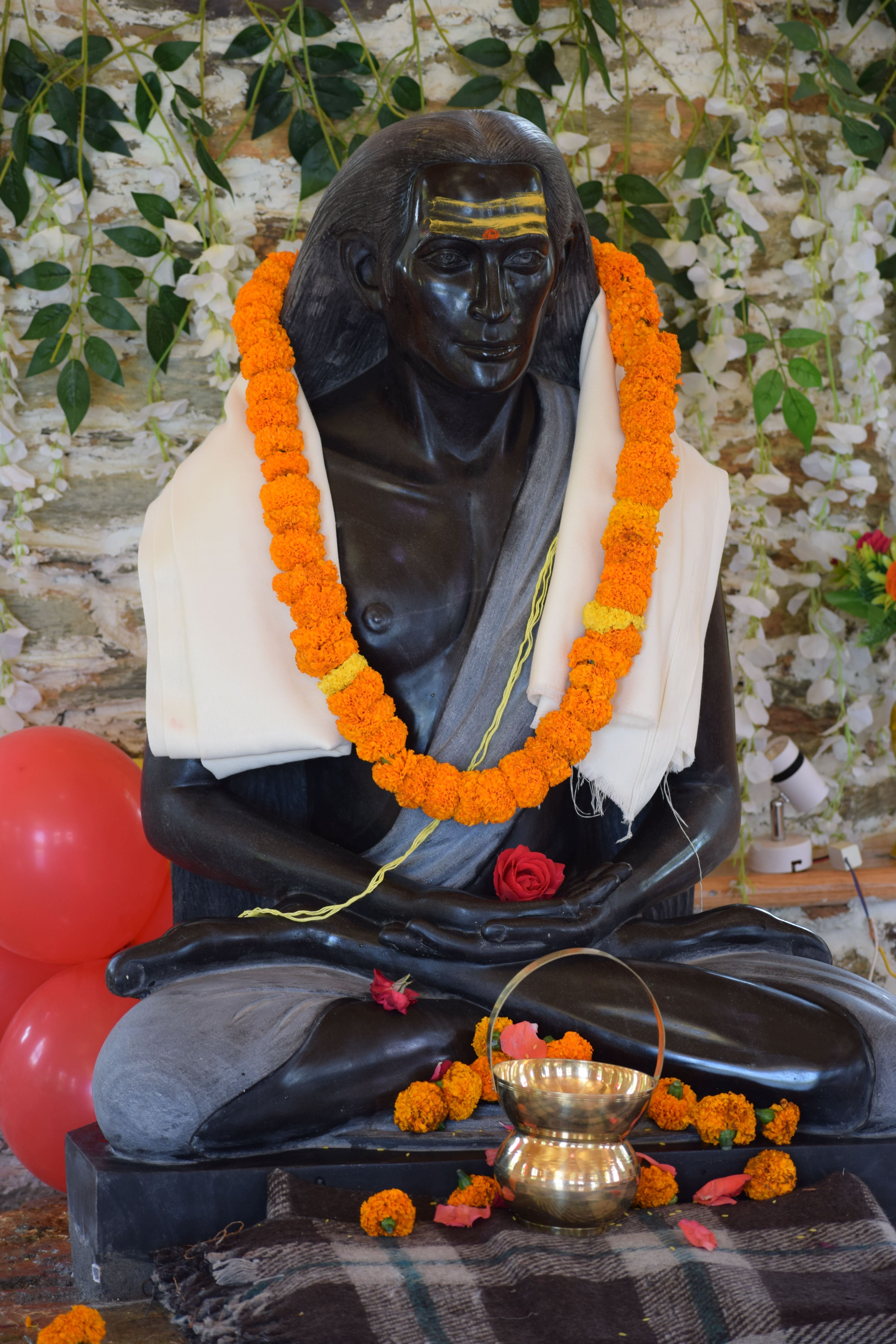
Статуя в Dunagiri Retreat Center, штат Уттаракханд, Индия — на лбу нанесён рисунок.
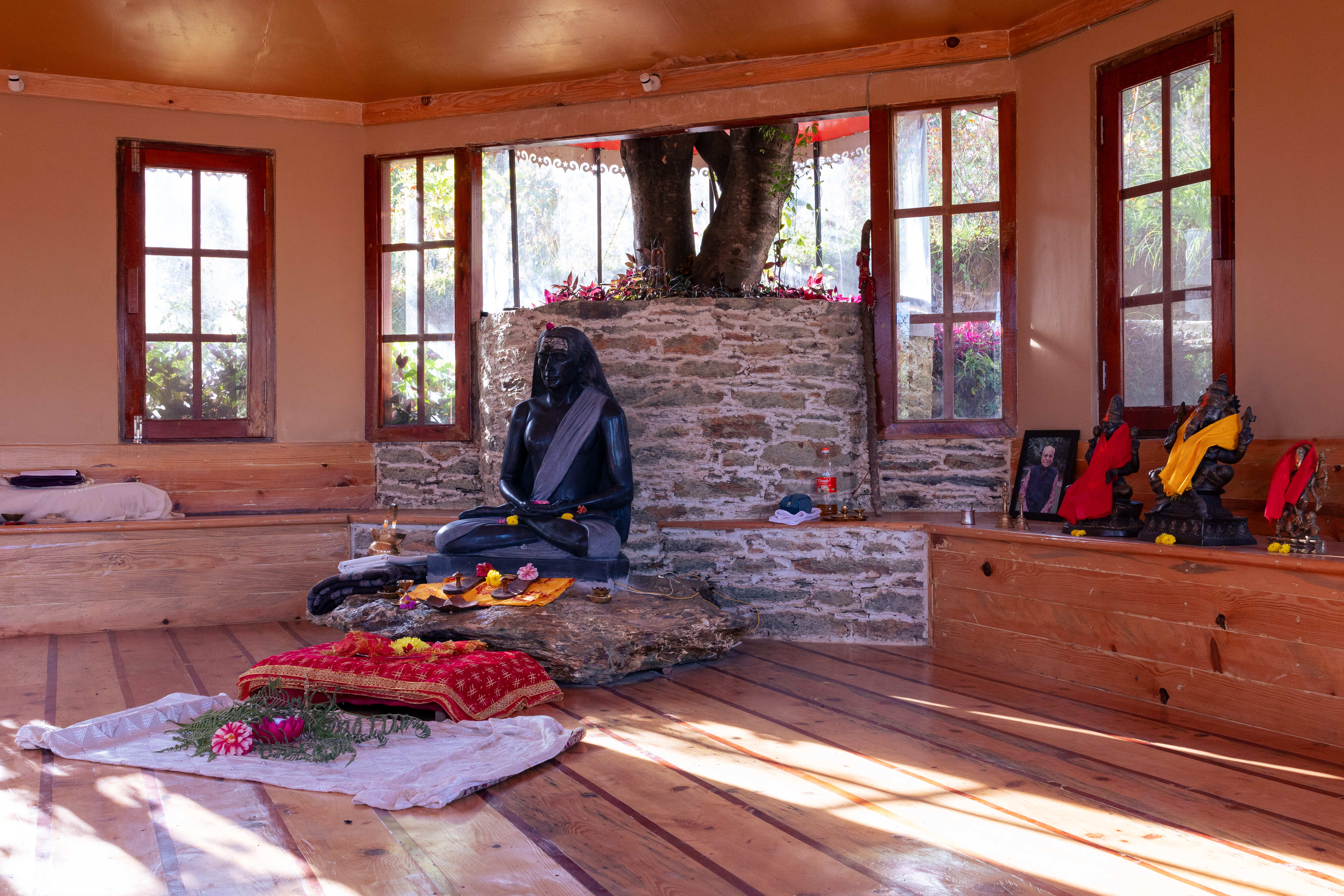
Статуя в Dunagiri Retreat Center с другого ракурса — другое освещение, отсутствует накидка на плечах и рисунок на лбу.
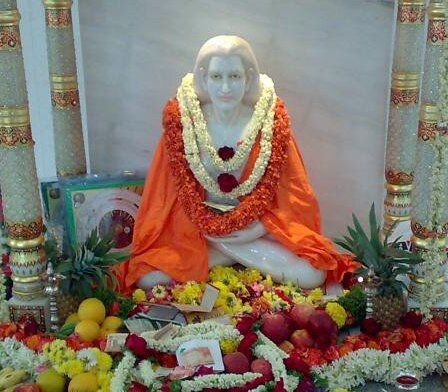
Статуя в Babaji Sannidhan Spiritual Center, Бангалор, Индия.

### Упоминания
Махаватар Бабаджи среди прочих был изображён на обложке одного из альбомов группы «Битлз» — «Sgt. Pepper’s Lonely Hearts Club Band». На обложке присутствовали и его последователи — Лахири Махасайя, Шри Юктешвар Гири и Парамаханса Йогананда.

Обложка «Sgt. Pepper’s Lonely Hearts Club Band» (1967)
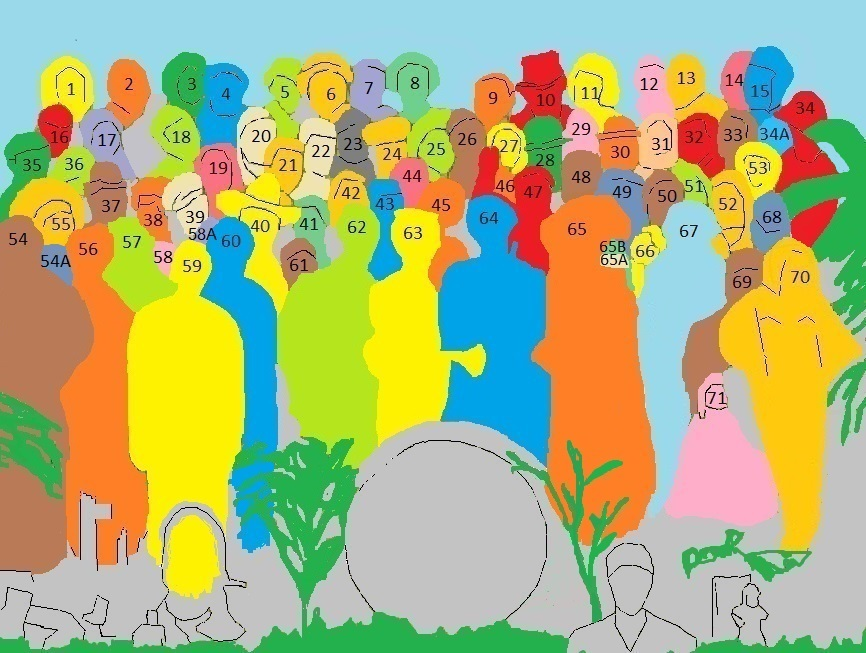
Расшифровка: Махаватар Бабаджи — номер 27, в центре; Лахири Махасайя — номер 51, справа; Юктешвар Гири — номер 1; Парамаханса Йогананда — номер 33, справа вверху.

Помимо этого Бабаджи также попал и на обложку сольного альбома Джорджа Харрисона — «Dark Horse», став на ней главной фигурой.

Во главе обложки «Dark Horse» (1974),в позе лотоса, над белыми пиками гор.